# 井澤邦夫
井澤 邦夫（いざわ くにお、1950年（昭和25年）9月15日 - ）は、日本の政治家。元東京都国分寺市長（3期）、元国分寺市議会議員（3期）。

## 来歴
東京都国分寺市東恋ヶ窪生まれ。国分寺市立第三小学校、国分寺市立第一中学校、中央大学附属高等学校卒業。1973年（昭和48年）3月、中央大学法学部法律学科卒業。同年4月、東邦生命保険相互会社に就職。1998年（平成10年）からエジソン生命保険相互会社に勤める。2002年（平成14年）、鹿島建設の子会社に転職。2004年（平成16年）12月、同社を退社。
2005年（平成17年）7月3日に行われた国分寺市議会議員補欠選挙に出馬し初当選。市議を3期務める。
2013年（平成25年）5月31日に辞職。同年6月23日に行われた国分寺市長選挙に、星野信夫前市長の後継指名と、自由民主党、日本維新の会、公明党の推薦を受けて立候補。元市議の三葛敦志ら2候補を破り初当選した。7月13日、市長就任。
※当日有権者数：94,446人 最終投票率：48.07%（前回比：+8.18pts）
| 候補者名 | 年齢 | 所属党派 | 新旧別 | 得票数   | 得票率 | 推薦・支持                               |
| -------- | ---- | -------- | ------ | -------- | ------ | ---------------------------------------- |
| 井澤邦夫 | 62   | 無所属   | 新     | 23,799票 | 55.36% | （推薦）自由民主党、日本維新の会、公明党 |
| 三葛敦志 | 39   | 無所属   | 新     | 16,509票 | 38.40% |                                          |
| 田中進   | 65   | 無所属   | 新     | 2,682票  | 6.24%  |                                          |

2017年7月2日に行われた市長選で、前副市長の樋口満雄との一騎打ちを制し再選。
※当日有権者数：99,140人 最終投票率：55.25%（前回比：+7.18pts）
| 候補者名 | 年齢 | 所属党派 | 新旧別 | 得票数   | 得票率 | 推薦・支持                                                     |
| -------- | ---- | -------- | ------ | -------- | ------ | -------------------------------------------------------------- |
| 井澤邦夫 | 66   | 無所属   | 現     | 31,518票 | 59.63% | （推薦）自由民主党、公明党                                     |
| 樋口満雄 | 67   | 無所属   | 新     | 21,336票 | 40.37% | （推薦）民進党、日本共産党、自由党、社民党、生活者ネットワーク |

2021年（令和3年）7月4日に行われた市長選に、自民党、公明党、国民民主党の推薦を受けて立候補。共産党、社民党、国分寺・生活者ネットワークの支援を受けた元市職員の立石昌子を破り3選。
同年7月13日、東村山市で行われた五輪聖火リレーの点火セレモニーに参加。同日、同居する家族の新型コロナウイルス感染が判明するが、井澤は同日中にPCR検査を受け、翌14日に陽性が判明した。無症状のため、市は電話やメールで公務を続けると発表した。
2025年（令和7年）の市長選挙には不出馬。これをもって引退となった。

## 市政
- 2019年（平成31年）3月、LGBTなど性的少数者のカップルが婚姻に相当する関係にあると認める「パートナーシップ宣誓制度」の導入を求める陳情が市議会で全会一致で採択される。これを受けて2020年（令和2年）11月15日から同制度を導入した[10]。